# Pan Dandan
Pan Dandan (chinesisch 潘丹丹, Pinyin Pān Dāndān; * 1. Januar 1996) ist eine chinesische Ruderin. 2018 wurde sie Weltmeisterin im Leichtgewichts-Doppelvierer.

## Karriere
Pan Dandan nahm bereits im Alter von 15 Jahren an den Weltmeisterschaften 2011 im Leichtgewichts-Doppelvierer teil. Zusammen mit Tang Chanjuan, Liu Jing und Yan Xiaohua konnte sie hinter dem Boot aus Großbritannien die Silbermedaille gewinnen. 2013 gewann sie beim zweiten Weltcup der Saison in Eton zusammen mit Wang Yanqing das B-Finale im Doppelzweier, womit die beiden am Ende Siebte wurden. Zur neuen Saison wechselte sie in den Leichtgewichts-Einer und belegte beim ersten Weltcup der Saison in Sydney den zweiten Platz. Beim zweiten Weltcup auf dem Lac d’Aiguebelette in Savoyen wurde sie Dritte im Leichtgewichts-Einer. Zu den Weltmeisterschaften stieg sie mit Huang Wenyi in den Leichtgewichts-Doppelzweier. Die beiden konnten hinter den Booten aus Neuseeland und Kanada die Bronzemedaille gewinnen. Bei den Asienspielen 2014 gewannen die beiden zusammen mit Guo Shuai und Chen Cuiming den Titel im Leichtgewichts-Doppelvierer. Zu Beginn der Saison 2015 wechselten die beiden wieder zurück in den Leichtgewichts-Doppelzweier. Nach einem vierten Platz beim ersten Weltcup in Bled und einem sechsten Platz beim Weltcup in Varese traten sie bei den Weltmeisterschaften im Leichtgewichts-Doppelvierer an. Zusammen mit Guo Shuai und Liu Jing belegten sie dieses Mal aber nur den fünften Platz.
2016 begann sie die Saison wieder im Leichtgewichts-Doppelzweier, dieses Mal mit Wang Miao als neuer Partnerin. Beim ersten Weltcup in Varese konnten die beiden die Silbermedaille gewinnen, beim zweiten Weltcup der Saison in Luzern wurden die beiden Sechste. 2017 gewann sie beim zweiten Weltcup der Saison in Posen zusammen mit Chen Fang im Leichtgewichts-Doppelzweier. Bei den Weltmeisterschaften belegten die beiden dann den vierten Platz im B-Finale, womit sie am Ende 10. wurden. Zusätzlich gingen sie zusammen mit Xuan Xulian und Shen Ling im Leichtgewichts-Doppelvierer an den Start. Hinter den Booten aus Italien und Australien gewann der chinesische Doppelvierer die Bronzemedaille. Auch 2018 begann sie die Saison wieder im Leichtgewichts-Doppelvierer. Mit Liang Guoru belegte sie beim ersten Weltcup der Saison in Belgrad den fünften Platz im B-Finale, was Platz 11 bedeutete. Beim zweiten Weltcup in Ottensheim belegte sie zusammen mit Chen Fang den dritten Platz im B-Finale, womit sie in der Endabrechnung Neunte wurden. Gemeinsam mit Wu Qiang, Liang Guoru und Chen Fang gewann sie beim dritten Weltcup in Luzern im Leichtgewichts-Doppelvierer. Anschließend gewannen die vier auch bei den Weltmeisterschaften die Goldmedaille. Zum Abschluss der Saison gewann sie bei den Asienspielen die Goldmedaille im Leichtgewichts-Einer.
2019 gewann sie den ersten Weltcup der Saison in Plowdiw mit Wu Qiang im Leichtgewichts-Doppelzweier. Beim zweiten Weltcup in Posen belegte sie mit Huang Wenyi den dritten Platz. In Rotterdam beim dritten Weltcup belegten die beiden den vierten Platz. Bei den Weltmeisterschaften gewannen sie das C-Finale, womit sie den Wettbewerb auf dem 13. Platz abschlossen. Nachdem 2020 der Großteil der Saison abgesagt wurde, startete sie im Mai 2021 bei der olympischen Qualifikationsregatta in Luzern mit Huang Wenyi im Leichtgewichts-Doppelzweier. Die beiden belegten den vierten Platz und verpassten die Qualifikation für die Olympischen Sommerspiele in Tokio damit um einen Platz. Beim anschließenden Weltcup in Luzern belegten sie den zweiten Platz im B-Finale, womit sie Achte wurden.

## Internationale Erfolge
- 2011: Silbermedaille Weltmeisterschaften im Leichtgewichts-Doppelvierer
- 2014: Bronzemedaille Weltmeisterschaften im Leichtgewichts-Doppelzweier
- 2014: Goldmedaille Asienspiele im Leichtgewichts-Doppelvierer
- 2015: 5. Platz Weltmeisterschaften im Leichtgewichts-Doppelvierer
- 2017: Bronzemedaille Weltmeisterschaften im Leichtgewichts-Doppelvierer
- 2017: 10. Platz Weltmeisterschaften im Leichtgewichts-Doppelzweier
- 2018: Goldmedaille Weltmeisterschaften im Leichtgewichts-Doppelvierer
- 2018: Goldmedaille Asienspiele im Leichtgewichts-Einer
- 2019: 13. Platz Weltmeisterschaften im Leichtgewichts-Doppelzweier